# 吉拉達

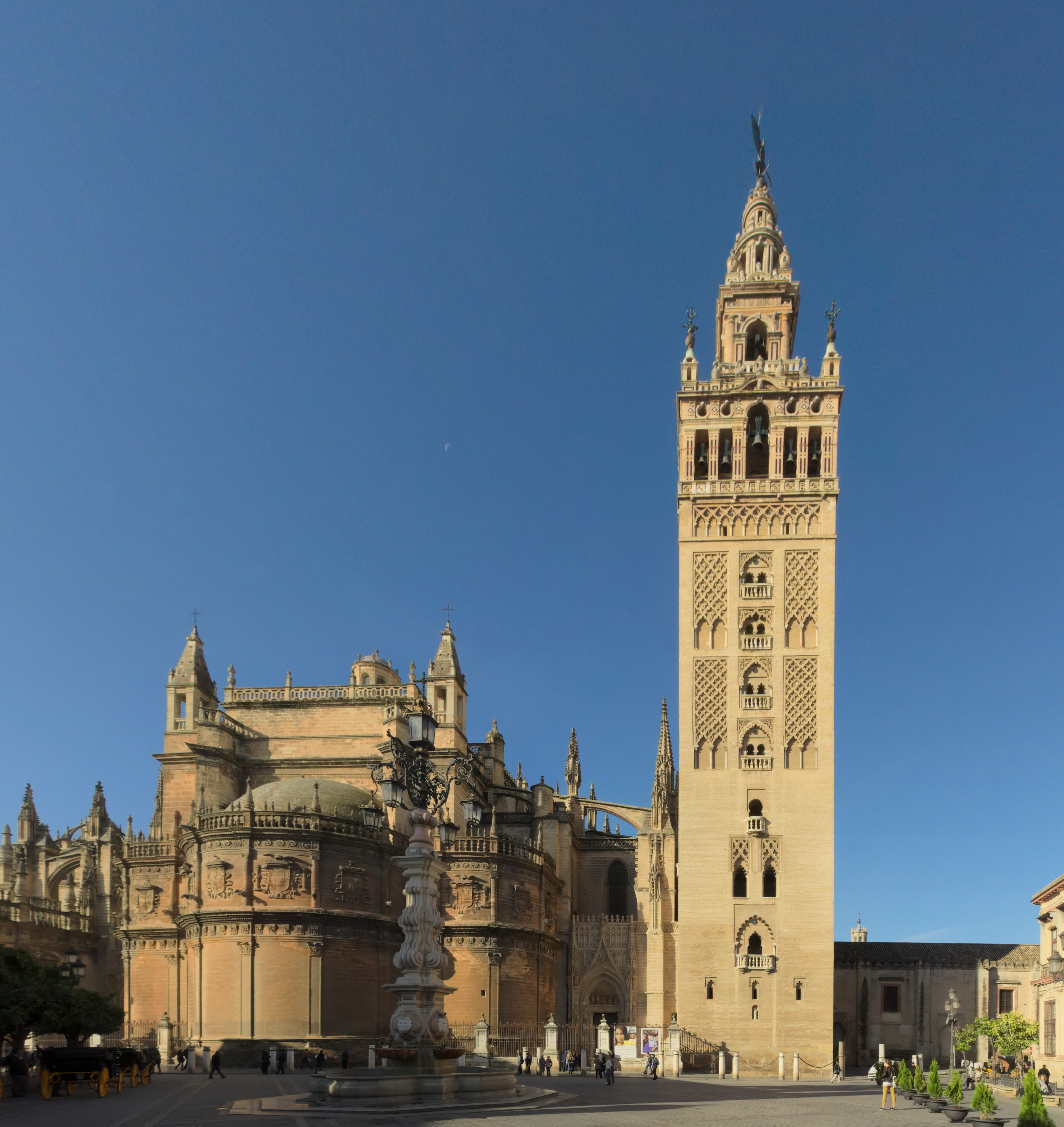

吉拉達（西班牙語：La Giralda）是西班牙塞維利亞主教座堂的鐘樓。吉拉達修建於摩爾人統治時期，西班牙人統治之後，加蓋了具有文藝復興風格的尖頂。吉拉達高104.1米，自中世紀以來一直是塞維利亞的地標。

## 外部連結
- Blueprints of Seville's Cathedral and Giralda, by Hernán Ruiz

37°23′10.3″N 5°59′32.7″W / 37.386194°N 5.992417°W